# Convocazioni al World Grand Prix 2016
Elenco delle giocatrici convocate per il World Grand Prix 2016.

## Gruppo 1

### Belgio
| N° | Nome              | Ruolo | Data di nascita   | Squadra              |
| -- | ----------------- | ----- | ----------------- | -------------------- |
| -  | Gert Vande Broek  | All   | 28 febbraio 1967  | Asteríx Kieldrecht   |
| 2  | Jasmien Biebauw   | P     | 24 settembre 1990 | Asteríx Kieldrecht   |
| 3  | Britt Herbots     | S     | 24 settembre 1999 | Asteríx Kieldrecht   |
| 4  | Valérie Courtois  | L     | 1º novembre 1990  | Dresdner             |
| 5  | Laura Heyrman     | C     | 17 maggio 1993    | LJ                   |
| 6  | Charlotte Leys    | S     | 18 marzo 1989     | Galatasaray          |
| 7  | Aziliz Divoux     | P     | 3 gennaio 1995    | Saint-Cloud Paris SF |
| 8  | Kaja Grobelna     | O     | 4 gennaio 1995    | MTV Stoccarda        |
| 9  | Freya Aelbrecht   | C     | 10 febbraio 1990  | Bergamo              |
| 10 | Lise Van Hecke    | O     | 1º luglio 1992    | Osasco               |
| 11 | Els Vandesteene   | S     | 30 maggio 1987    | Nantes               |
| 12 | Dominika Strumilo | S     | 26 dicembre 1996  | Asteríx Kieldrecht   |
| 14 | Hélène Rousseaux  | S     | 25 settembre 1991 | Busto Arsizio        |
| 15 | Nathalie Lemmens  | C     | 12 marzo 1995     | Asteríx Kieldrecht   |
| 16 | Celine Van Gestel | S     | 7 novembre 1997   | Asteríx Kieldrecht   |
| 17 | Ilka van de Vyver | P     | 26 gennaio 1993   | Kamnik               |
| 18 | Britt Ruysschaert | L     | 27 maggio 1994    | Asteríx Kieldrecht   |
| 19 | Amber De Tant     | S     | 22 marzo 1998     | Asteríx Kieldrecht   |

### Brasile
| N° | Nome                   | Ruolo | Data di nascita  | Squadra        |
| -- | ---------------------- | ----- | ---------------- | -------------- |
| -  | José Roberto Guimarães | All   | 31 luglio 1954   | -              |
| 1  | Fabiana Claudino       | C     | 24 gennaio 1985  | Sesi           |
| 2  | Juciely Barreto        | C     | 18 dicembre 1980 | Rio de Janeiro |
| 3  | Danielle Lins          | P     | 5 gennaio 1985   | Osasco         |
| 5  | Adenízia da Silva      | C     | 18 dicembre 1987 | Osasco         |
| 6  | Thaísa de Menezes      | C     | 15 maggio 1987   | Osasco         |
| 8  | Jaqueline de Carvalho  | S     | 31 dicembre 1983 | Sesi           |
| 9  | Roberta Ratzke         | P     | 28 aprile 1990   | Rio de Janeiro |
| 10 | Gabriela Guimarães     | S     | 19 maggio 1994   | Rio de Janeiro |
| 11 | Tandara Caixeta        | O     | 30 ottobre 1988  | Minas          |
| 12 | Natália Pereira        | S     | 4 aprile 1989    | Rio de Janeiro |
| 13 | Sheilla de Castro      | O     | 1º luglio 1983   | VakıfBank      |
| 14 | Mariana Costa          | S     | 30 luglio 1986   | Minas          |
| 16 | Fernanda Garay         | S     | 10 maggio 1986   | Dinamo Mosca   |
| 17 | Josefa de Souza        | P     | 3 febbraio 1983  | Volero Zurigo  |
| 19 | Léia da Silva          | L     | 1º marzo 1985    | Minas          |

### Cina
| N° | Nome            | Ruolo | Data di nascita  | Squadra  |
| -- | --------------- | ----- | ---------------- | -------- |
| -  | Lang Ping       | All   | 10 dicembre 1960 | -        |
| 1  | Yuan Xinyue     | C     | 21 dicembre 1996 | Bayi     |
| 2  | Zhu Ting        | S     | 29 novembre 1994 | Henan    |
| 3  | Yang Fangxu     | O     | 6 ottobre 1994   | Shandong |
| 4  | Liu Xiaotong    | S     | 16 febbraio 1990 | Beijing  |
| 5  | Shen Jingsi     | P     | 3 maggio 1989    | Bayi     |
| 8  | Zeng Chunlei    | S     | 3 novembre 1989  | Beijing  |
| 9  | Zhang Changning | S     | 6 novembre 1995  | Jiangsu  |
| 10 | Yao Di          | P     | 15 agosto 1992   | Tianjin  |
| 11 | Xu Yunli        | C     | 2 agosto 1987    | Fujian   |
| 12 | Hui Ruoqi       | S     | 4 marzo 1991     | Jiangsu  |
| 13 | Zhang Xiaoya    | C     | 4 ottobre 1992   | Sichuan  |
| 14 | Gong Xiangyu    | O     | 21 aprile 1997   | Jiangsu  |
| 15 | Lin Li          | L     | 5 luglio 1992    | Fujian   |
| 16 | Ding Xia        | P     | 13 gennaio 1990  | Liaoning |
| 17 | Yan Ni          | C     | 2 marzo 1987     | Liaoning |
| 19 | Liu Yanhan      | S     | 19 gennaio 1993  | Bayi     |
| 22 | Chen Zhan       | L     | 11 ottobre 1990  | Jiangsu  |

### Germania
| N° | Nome               | Ruolo | Data di nascita   | Squadra         |
| -- | ------------------ | ----- | ----------------- | --------------- |
| -  | Felix Koslowski    | All   | 18 marzo 1984     | Schweriner      |
| 1  | Lenka Dürr         | L     | 10 dicembre 1990  | Impel           |
| 3  | Denise Hanke       | P     | 31 agosto 1989    | Schweriner      |
| 4  | Sophie Dreblow     | L     | 9 luglio 1998     | Olympia Berlino |
| 8  | Berit Kauffeldt    | C     | 8 luglio 1990     | Lokomotiv Baku  |
| 10 | Lena Stigrot       | S     | 21 dicembre 1994  | Vilsbiburg      |
| 11 | Louisa Lippmann    | O     | 23 settembre 1994 | Dresdner        |
| 12 | Hanna Orthmann     | S     | 3 ottobre 1998    | Münster         |
| 13 | Lisa Izquierdo     | S     | 29 agosto 1994    | Dresdner        |
| 14 | Marie Schölzel     | C     | 1º agosto 1997    | Schweriner      |
| 15 | Lena Möllers       | P     | 6 gennaio 1990    | Béziers         |
| 18 | Wiebke Silge       | C     | 16 luglio 1996    | Potsdam         |
| 19 | Annegret Hölzig    | S     | 29 maggio 1997    | Potsdam         |
| 20 | Leonie Schwertmann | C     | 12 febbraio 1994  | Münster         |

### Giappone
| N° | Nome             | Ruolo | Data di nascita   | Squadra           |
| -- | ---------------- | ----- | ----------------- | ----------------- |
| -  | Masayoshi Manabe | All   | 21 agosto 1963    | -                 |
| 1  | Miyu Nagaoka     | O     | 25 luglio 1991    | Hisamitsu Springs |
| 2  | Haruka Miyashita | P     | 1º settembre 1994 | Okayama Seagulls  |
| 4  | Riho Ōtake       | C     | 23 dicembre 1993  | Denso Airybees    |
| 5  | Arisa Satō       | L     | 18 luglio 1989    | Hitachi Rivale    |
| 6  | Yurie Nabeya     | S     | 15 dicembre 1993  | Denso Airybees    |
| 7  | Mai Yamaguchi    | C     | 3 luglio 1983     | Okayama Seagulls  |
| 8  | Sarina Koga      | S     | 21 maggio 1996    | NEC Red Rockets   |
| 9  | Haruyo Shimamura | C     | 4 marzo 1992      | NEC Red Rockets   |
| 10 | Aki Maruyama     | L     | 6 ottobre 1990    | Okayama Seagulls  |
| 11 | Erika Araki      | C     | 3 agosto 1984     | Ageo Medics       |
| 12 | Yuki Ishii       | S     | 8 maggio 1991     | Hisamitsu Springs |
| 14 | Yukiko Ebata     | S     | 7 novembre 1989   | PFU BlueCats      |
| 15 | Mami Uchiseto    | S     | 25 ottobre 1991   | Hitachi Rivale    |
| 16 | Saori Sakoda     | O     | 18 dicembre 1987  | Toray Arrows      |
| 17 | Mizuki Tanaka    | S     | 28 gennaio 1996   | JT Marvelous      |
| 18 | Kotoki Zayasu    | L     | 11 gennaio 1990   | Hisamitsu Springs |
| 19 | Arisa Inoue      | S     | 8 maggio 1995     | Tsukuba Daigaku   |
| 20 | Kanami Tashiro   | P     | 25 marzo 1991     | Toray Arrows      |

### Italia
| N° | Nome                 | Ruolo | Data di nascita  | Squadra       |
| -- | -------------------- | ----- | ---------------- | ------------- |
| -  | Marco Bonitta        | All   | 5 settembre 1963 | Club Italia   |
| 1  | Serena Ortolani      | S/O   | 7 gennaio 1987   | Imoco         |
| 2  | Ofelia Malinov       | P     | 29 febbraio 1996 | Club Italia   |
| 4  | Alessia Orro         | P     | 18 luglio 1998   | Club Italia   |
| 6  | Monica De Gennaro    | L     | 8 gennaio 1987   | Imoco         |
| 7  | Martina Guiggi       | C     | 1º maggio 1984   | AGIL          |
| 8  | Alessia Gennari      | S     | 3 novembre 1991  | Bergamo       |
| 9  | Nadia Centoni        | O     | 19 giugno 1981   | Galatasaray   |
| 10 | Ilaria Spirito       | L     | 20 febbraio 1994 | Club Italia   |
| 11 | Cristina Chirichella | C     | 10 febbraio 1994 | AGIL          |
| 13 | Carlotta Cambi       | P     | 28 maggio 1996   | Casalmaggiore |
| 14 | Anastasia Guerra     | S     | 15 ottobre 1996  | Club Italia   |
| 15 | Antonella Del Core   | S     | 5 novembre 1980  | Dinamo-Kazan  |
| 16 | Myriam Sylla         | S     | 8 gennaio 1995   | Bergamo       |
| 17 | Valentina Diouf      | O     | 10 gennaio 1993  | Busto Arsizio |
| 18 | Paola Egonu          | O     | 18 dicembre 1998 | Club Italia   |
| 19 | Immacolata Sirressi  | L     | 19 maggio 1990   | Casalmaggiore |
| 20 | Anna Danesi          | C     | 20 aprile 1996   | Club Italia   |
| 21 | Laura Melandri       | C     | 31 gennaio 1995  | River         |

### Paesi Bassi
| N° | Nome               | Ruolo | Data di nascita   | Squadra            |
| -- | ------------------ | ----- | ----------------- | ------------------ |
| -  | Giovanni Guidetti  | All   | 20 settembre 1972 | VakıfBank          |
| 1  | Kirsten Knip       | L     | 14 settembre 1992 | Vilsbiburg         |
| 2  | Femke Stoltenborg  | P     | 30 luglio 1991    | MTV Stoccarda      |
| 3  | Yvon Beliën        | C     | 28 dicembre 1993  | River              |
| 4  | Celeste Plak       | S     | 26 ottobre 1995   | Bergamo            |
| 5  | Robin de Kruijf    | C     | 5 maggio 1991     | Imoco              |
| 6  | Maret Grothues     | S     | 16 settembre 1988 | Atom Trefl Sopot   |
| 7  | Quinta Steenbergen | C     | 2 aprile 1985     | Prostějov          |
| 8  | Judith Pietersen   | S/O   | 3 luglio 1989     | Savino Del Bene    |
| 9  | Myrthe Schoot      | L     | 29 agosto 1988    | Dresdner           |
| 10 | Lonneke Slöetjes   | O     | 15 novembre 1990  | VakıfBank          |
| 11 | Anne Buijs         | S     | 2 dicembre 1991   | VakıfBank          |
| 14 | Laura Dijkema      | P     | 18 febbraio 1990  | Dresdner           |
| 16 | Debby Stam         | L     | 24 luglio 1984    | Le Cannet          |
| 22 | Nicole Koolhaas    | C     | 31 gennaio 1991   | Franches-Montagnes |

### Russia
| N° | Nome                   | Ruolo | Data di nascita  | Squadra          |
| -- | ---------------------- | ----- | ---------------- | ---------------- |
| -  | Jurij Maričev          | All   | 17 novembre 1960 | -                |
| 1  | Jana Ščerban'          | S     | 6 settembre 1989 | Dinamo Mosca     |
| 3  | Elena Ežova            | L     | 14 agosto 1977   | Dinamo-Kazan     |
| 4  | Irina Zarjažko         | C     | 4 ottobre 1991   | Uraločka         |
| 6  | Dar'ja Malygina        | O     | 4 aprile 1994    | Zareč'e Odincovo |
| 7  | Ekaterina Bogačëva     | C     | 2 gennaio 1990   | Dinamo Mosca     |
| 8  | Natalija Hončarova     | O     | 1º giugno 1989   | Dinamo Mosca     |
| 10 | Ekaterina Pankova      | P     | 2 febbraio 1990  | Dinamo Mosca     |
| 12 | Marina Šešenina        | P     | 26 giugno 1985   | Uraločka         |
| 13 | Evgenija Starceva      | P     | 12 febbraio 1989 | Dinamo-Kazan     |
| 14 | Irina Fetisova         | C     | 7 settembre 1994 | Dinamo Mosca     |
| 15 | Tat'jana Košeleva      | S     | 23 dicembre 1988 | Dinamo Krasnodar |
| 17 | Natal'ja Malych        | O     | 8 dicembre 1993  | Dinamo Krasnodar |
| 18 | Ksenija Il'čenko       | S     | 31 ottobre 1994  | Uraločka         |
| 19 | Anna Malova            | L     | 16 aprile 1990   | Dinamo Mosca     |
| 20 | Anastasija Šljachovaja | C     | 5 ottobre 1990   | Dinamo Krasnodar |

### Serbia
| N° | Nome                | Ruolo | Data di nascita   | Squadra                |
| -- | ------------------- | ----- | ----------------- | ---------------------- |
| -  | Zoran Terzić        | All   | 9 luglio 1966     | Târgoviște             |
| 1  | Bianka Buša         | S     | 25 luglio 1994    | Târgoviște             |
| 2  | Jovana Brakočević   | O     | 5 marzo 1988      | Imoco                  |
| 3  | Sanja Malagurski    | S     | 8 giugno 1990     | İdman Ocağı            |
| 4  | Bojana Živković     | P     | 29 marzo 1988     | Volero Zurigo          |
| 5  | Mina Popović        | C     | 16 settembre 1994 | Obiettivo Risarcimento |
| 6  | Tijana Malešević    | S     | 18 marzo 1991     | AGIL                   |
| 8  | Danica Radenković   | P     | 9 ottobre 1992    | Atom Trefl Sopot       |
| 9  | Brankica Mihajlović | S     | 13 aprile 1991    | Fenerbahçe             |
| 10 | Maja Ognjenović     | P     | 6 agosto 1984     | River                  |
| 11 | Stefana Veljković   | C     | 9 gennaio 1990    | Chemik Police          |
| 12 | Jelena Nikolić      | S     | 13 aprile 1982    | Bursa BB               |
| 14 | Jovana Kocić        | C     | 24 febbraio 1998  | Vizura                 |
| 15 | Jovana Stevanović   | C     | 30 giugno 1992    | Casalmaggiore          |
| 16 | Milena Rašić        | C     | 25 ottobre 1990   | VakıfBank              |
| 17 | Silvija Popović     | L     | 15 marzo 1986     | Volero Zurigo          |
| 18 | Suzana Ćebić        | L     | 9 novembre 1984   | Târgoviște             |
| 19 | Tijana Bošković     | O     | 8 marzo 1997      | Eczacıbaşı             |
| 20 | Ivana Ðerisilo      | S/O   | 8 agosto 1983     | Atom Trefl Sopot       |

### Stati Uniti
| N° | Nome              | Ruolo | Data di nascita  | Squadra        |
| -- | ----------------- | ----- | ---------------- | -------------- |
| -  | Karch Kiraly      | All   | 3 novembre 1960  | -              |
| 1  | Alisha Glass      | P     | 5 aprile 1988    | Imoco          |
| 2  | Kayla Banwarth    | L     | 21 gennaio 1989  | Stati Uniti    |
| 3  | Courtney Thompson | P     | 4 novembre 1984  | Rio de Janeiro |
| 5  | Rachael Adams     | C     | 3 giugno 1990    | Imoco          |
| 6  | Carli Lloyd       | P     | 6 agosto 1989    | Casalmaggiore  |
| 10 | Jordan Larson     | S     | 16 ottobre 1986  | Eczacıbaşı     |
| 12 | Kelly Murphy      | O     | 20 ottobre 1989  | Ageo Medics    |
| 13 | Christa Harmotto  | C     | 12 ottobre 1986  | Fenerbahçe     |
| 14 | Nicole Fawcett    | O     | 16 dicembre 1986 | AGIL           |
| 15 | Kimberly Hill     | S     | 30 novembre 1989 | VakıfBank      |
| 16 | Foluke Akinradewo | C     | 5 ottobre 1987   | Volero Zurigo  |
| 17 | Natalie Hagglund  | L     | 1º luglio 1992   | Volero Zurigo  |
| 19 | Michelle Bartsch  | S     | 12 febbraio 1990 | Dresdner       |
| 20 | Alexis Crimes     | C     | 12 giugno 1986   | Sarıyer        |
| 23 | Kelsey Robinson   | S     | 25 giugno 1992   | Imoco          |
| 25 | Karsta Lowe       | O     | 2 febbraio 1993  | Busto Arsizio  |

### Thailandia
| N° | Nome                         | Ruolo | Data di nascita  | Squadra           |
| -- | ---------------------------- | ----- | ---------------- | ----------------- |
| -  | Kiattipong Radchatagriengkai | All   | 17 luglio 1966   | Beijing           |
| 1  | Wanna Buakaew                | L     | 2 gennaio 1981   | Azərreyl          |
| 2  | Piyanut Pannoy               | L     | 10 novembre 1989 | Supreme Chonburi  |
| 3  | Pornpun Guedpard             | P     | 5 maggio 1993    | Bangkok Glass     |
| 4  | Thatdao Nuekjang             | C     | 3 febbraio 1994  | Idea Khonkaen     |
| 5  | Pleumjit Thinkaow            | C     | 9 novembre 1983  | Bangkok Glass     |
| 6  | Onuma Sittirak               | S     | 13 giugno 1986   | JT Marvelous      |
| 7  | Hattaya Bamrungsuk           | C     | 12 agosto 1983   | Nakhon Ratchasima |
| 8  | Yupa Sanitklang              | L     | 14 agosto 1991   | Nakhon Ratchasima |
| 9  | Jarasporn Bundasak           | C     | 1º marzo 1993    | Bangkok Glass     |
| 10 | Wilavan Apinyapong           | S     | 6 giugno 1984    | Supreme Chonburi  |
| 12 | Pimpichaya Kokram            | O     | 16 giugno 1998   | Nakornnonthaburi  |
| 13 | Nootsara Tomkom              | P     | 7 luglio 1985    | Azərreyl          |
| 15 | Malika Kanthong              | O     | 8 gennaio 1987   | Azəryol           |
| 18 | Ajcharaporn Kongyot          | S     | 18 giugno 1995   | Supreme Chonburi  |
| 19 | Chatchu-on Moksri            | S     | 6 novembre 1999  | Nakornnonthaburi  |
| 20 | Soraya Phomla                | P     | 6 agosto 1992    | Idea Khonkaen     |

### Turchia
| N° | Nome               | Ruolo | Data di nascita   | Squadra       |
| -- | ------------------ | ----- | ----------------- | ------------- |
| -  | Ferhat Akbaş       | All   | 15 aprile 1986    | VakıfBank     |
| 1  | Gizem Örge         | L     | 26 aprile 1993    | VakıfBank     |
| 2  | Merve Dalbeler     | L     | 27 luglio 1987    | Fenerbahçe    |
| 5  | Kübra Akman        | C     | 13 ottobre 1994   | VakıfBank     |
| 6  | Polen Uslupehlivan | O     | 27 agosto 1990    | Fenerbahçe    |
| 7  | Hande Baladın      | O     | 1º settembre 1997 | Eczacıbaşı    |
| 9  | Aslı Kalaç         | C     | 13 dicembre 1995  | Galatasaray   |
| 10 | Güldeniz Önal      | S     | 25 marzo 1986     | Galatasaray   |
| 11 | Naz Aydemir        | P     | 14 agosto 1990    | VakıfBank     |
| 12 | Melis Durul        | O     | 21 gennaio 1993   | Sarıyer       |
| 16 | Ceylan Arısan      | C     | 1º gennaio 1994   | Beşiktaş      |
| 17 | Nursevil Aydınlar  | P     | 28 novembre 1995  | Galatasaray   |
| 19 | Ezgi Dilik         | P     | 12 giugno 1995    | Fenerbahçe    |
| 20 | Gözde Yılmaz       | S     | 9 settembre 1991  | Busto Arsizio |
| 21 | Özge Yurtdagülen   | C     | 6 agosto 1993     | Sarıyer       |
| 25 | Fatma Yıldırım     | S     | 3 gennaio 1990    | Halkbank      |

## Gruppo 2

### Argentina
| N° | Nome               | Ruolo | Data di nascita   | Squadra            |
| -- | ------------------ | ----- | ----------------- | ------------------ |
| -  | Guillermo Orduna   | All   | 24 agosto 1957    | -                  |
| 2  | Tanya Acosta       | S     | 11 marzo 1991     | Gimnasia La Plata  |
| 5  | Lucía Fresco       | O     | 14 maggio 1991    | Soverato           |
| 7  | Natalia Aispurúa   | C     | 20 dicembre 1991  | Franches-Montagnes |
| 8  | Sol Piccolo        | S     | 11 settembre 1996 | Vélez Sarsfield    |
| 9  | Clarisa Sagardía   | P     | 29 giugno 1989    | Boca Juniors       |
| 10 | Emilce Sosa        | C     | 11 settembre 1987 | Rio do Sul         |
| 11 | Julieta Lazcano    | C     | 25 luglio 1989    | Istres             |
| 12 | Tatiana Rizzo      | L     | 30 dicembre 1986  | Boca Juniors       |
| 13 | Leticia Boscacci   | O     | 30 luglio 1991    | Alba-Blaj          |
| 14 | Josefina Fernández | S     | 17 agosto 1991    | Franches-Montagnes |
| 16 | Florencia Busquets | C     | 27 giugno 1989    | Boca Juniors       |
| 18 | Yael Castiglione   | P     | 27 settembre 1985 | Rio do Sul         |
| 19 | Morena Martínez    | S     | 19 febbraio 1993  | Vélez Sarsfield    |
| 20 | Carla Castiglione  | O     | 7 marzo 1989      | San Lorenzo        |

### Bulgaria
| N° | Nome                 | Ruolo | Data di nascita   | Squadra         |
| -- | -------------------- | ----- | ----------------- | --------------- |
| -  | Ivan Dimitrov        | All   | 21 gennaio 1952   | -               |
| 1  | Gergana Dimitrova    | S     | 28 febbraio 1996  | RC Cannes       |
| 3  | Nasja Dimitrova      | C     | 6 novembre 1992   | Levski Sofia    |
| 4  | Lora Kitipova        | P     | 19 maggio 1991    | Azəryol         |
| 5  | Miroslava Paskova    | S     | 16 febbraio 1996  | Levski Sofia    |
| 6  | Cvetelina Zarkova    | C     | 18 dicembre 1986  | -               |
| 8  | Eva Janeva           | S     | 31 luglio 1985    | İlbank          |
| 9  | Petja Barakova       | P     | 18 giugno 1994    | Volero Zurigo   |
| 10 | Viktorija Grigorova  | C     | 25 luglio 1990    | Marica          |
| 11 | Mira Todorova        | C     | 12 aprile 1994    | Le Cannet       |
| 12 | Marija Dančeva       | C     | 4 dicembre 1995   | Marica          |
| 13 | Marija Filipova      | L     | 10 settembre 1982 | Telekom Baku    |
| 14 | Emilija Nikolova     | O     | 26 dicembre 1991  | Savino Del Bene |
| 16 | Kremena Kamenova     | S     | 21 maggio 1988    | İdman Ocağı     |
| 17 | Julija Stojanova     | S     | 22 luglio 1985    | Vandœuvre Nancy |
| 19 | Veronika Bežandolska | C     | 24 agosto 1992    | Levski Sofia    |

### Canada
| N° | Nome                | Ruolo | Data di nascita  | Squadra          |
| -- | ------------------- | ----- | ---------------- | ---------------- |
| -  | Arnd Ludwig         | All   | 15 gennaio 1967  | -                |
| 1  | Jessica Niles       | L     | 14 luglio 1993   | Alberta          |
| 2  | Danielle Brisebois  | S     | 12 agosto 1994   | British Columbia |
| 3  | Marie-Sophie Nadeau | S     | 10 ottobre 1989  | Canada           |
| 4  | Michaela Reesor     | S     | 2 marzo 1993     | Alabama          |
| 5  | Danielle Smith      | P     | 29 aprile 1990   | Sliedrecht       |
| 10 | Marisa Field        | C     | 10 luglio 1987   | Panathīnaïkos    |
| 12 | Jennifer Cross      | C     | 4 luglio 1992    | Dresdner         |
| 13 | Lucille Charuk      | C     | 13 agosto 1989   | Vilsbiburg       |
| 14 | Elizabeth Wendel    | S     | 15 dicembre 1993 | Trinity Western  |
| 16 | Shainah Joseph      | O     | 15 maggio 1995   | Florida          |
| 17 | Kristen Moncks      | L     | 31 luglio 1992   | Canada           |
| 19 | Marie-Alex Bélanger | S     | 13 aprile 1993   | Montréal         |
| 20 | Alicia Perrin       | C     | 1º giugno 1992   | Pannaxiakos      |
| 22 | Megan Cyr           | P     | 1º giugno 1990   | Neuchâtel        |

### Kenya
| N° | Nome                | Ruolo | Data di nascita  | Squadra            |
| -- | ------------------- | ----- | ---------------- | ------------------ |
| -  | David Lungaho       | All   | -                | -                  |
| 1  | Jane Wairimu        | P     | 24 marzo 1985    | Chamalières        |
| 2  | Everlyne Makuto     | S     | 25 agosto 1990   | Chamalières        |
| 3  | Violet Makuto       | S     | 20 maggio 1993   | Kenya Pipeline     |
| 4  | Esther Wangeci      | S     | 22 novembre 1990 | Kenya Pipeline     |
| 7  | Jannet Wanja        | P     | 24 febbraio 1984 | Kenya Pipeline     |
| 8  | Triza Atuka         | C     | 14 aprile 1992   | Kenya Pipeline     |
| 10 | Noel Murambi        | O     | 29 gennaio 1989  | Kenya Pipeline     |
| 14 | Mercy Moim          | S     | 1º gennaio 1989  | Oriveden Ponnistus |
| 15 | Brackcides Khadambi | C     | 14 maggio 1984   | Chamalières        |
| 16 | Agripina Kundu      | L     | 24 aprile 1993   | Kenya Pipeline     |
| 18 | Monica Biama        | S     | 24 marzo 1988    | Kenya Pipeline     |
| 19 | Edith Mukuvilani    | C     | 20 luglio 1994   | Kenya Prisons      |

### Polonia
| N° | Nome                  | Ruolo | Data di nascita | Squadra            |
| -- | --------------------- | ----- | --------------- | ------------------ |
| -  | Jacek Nawrocki        | All   | 20 agosto 1965  | -                  |
| 1  | Agnieszka Kąkolewska  | C     | 17 ottobre 1994 | Impel              |
| 3  | Kamila Ganszczyk      | C     | 2 dicembre 1991 | MKS                |
| 4  | Agata Sawicka         | L     | 17 gennaio 1985 | Impel              |
| 6  | Anna Grejman          | S     | 8 giugno 1993   | Muszyna            |
| 7  | Berenika Tomsia       | C/O   | 18 marzo 1988   | Flero              |
| 10 | Zuzanna Efimienko     | C     | 8 agosto 1989   | Atom Trefl Sopot   |
| 11 | Tamara Kaliszuk       | O     | 20 marzo 1990   | MKS                |
| 13 | Agata Durajczyk       | L     | 19 agosto 1989  | Atom Trefl Sopot   |
| 14 | Joanna Wołosz         | P     | 7 aprile 1990   | Chemik Police      |
| 15 | Martyna Grajber       | S     | 28 marzo 1995   | Budowlani Łódź     |
| 16 | Magdalena Hawryła     | C     | 1º gennaio 1989 | Developres Rzeszów |
| 17 | Malwina Smarzek       | O     | 3 giugno 1996   | Legionovia         |
| 18 | Emilia Mucha          | S     | 7 dicembre 1993 | BKS                |
| 20 | Marlena Pleśnierowicz | P     | 9 gennaio 1992  | Pałac Bydgoszcz    |

### Porto Rico
| N° | Nome              | Ruolo | Data di nascita   | Squadra                 |
| -- | ----------------- | ----- | ----------------- | ----------------------- |
| -  | Juan Carlos Nuñez | All   | -                 | Criollas de Caguas      |
| 1  | Debora Seilhamer  | L     | 4 ottobre 1985    | Lancheras de Cataño     |
| 2  | Shara Venegas     | L     | 18 settembre 1992 | Criollas de Caguas      |
| 3  | Vilmarie Mojica   | P     | 13 agosto 1985    | Valencianas de Juncos   |
| 6  | Yarimar Rosa      | S     | 20 giugno 1988    | Beşiktaş                |
| 7  | Stephanie Enright | S     | 15 dicembre 1990  | Criollas de Caguas      |
| 9  | Áurea Cruz        | S     | 10 gennaio 1982   | AGIL                    |
| 10 | Diana Reyes       | C     | 29 aprile 1993    | Criollas de Caguas      |
| 11 | Karina Ocasio     | O     | 1º agosto 1985    | Criollas de Caguas      |
| 13 | Shirley Ferrer    | O     | 23 giugno 1991    | Lancheras de Cataño     |
| 14 | Natalia Valentín  | P     | 12 settembre 1989 | Leonas de Ponce         |
| 15 | Daly Santana      | S     | 19 febbraio 1995  | Capitalinas de San Juan |
| 16 | Alexandra Oquendo | C     | 3 febbraio 1984   | Lancheras de Cataño     |
| 18 | Lynda Morales     | C     | 20 maggio 1998    | Criollas de Caguas      |
| 19 | Paulina Prieto    | O     | 25 gennaio 1994   | Texas                   |

### Rep. Ceca
| N° | Nome                | Ruolo | Data di nascita   | Squadra        |
| -- | ------------------- | ----- | ----------------- | -------------- |
| -  | Alexander Waibl     | All   | 20 marzo 1978     | Dresdner       |
| 1  | Andrea Kossányiová  | S     | 6 agosto 1993     | Impel          |
| 2  | Eva Hodanová        | S     | 18 dicembre 1993  | Olymp Praha    |
| 3  | Veronika Trnková    | C     | 13 ottobre 1995   | Suhl           |
| 4  | Barbora Gambová     | S     | 7 marzo 1992      | Prostějov      |
| 6  | Lucie Smutná        | P     | 14 aprile 1991    | Halkbank       |
| 7  | Iva Nachmilnerová   | C     | 20 settembre 1988 | Ostrava        |
| 8  | Barbora Purchartová | C     | 9 maggio 1992     | FTSV Straubing |
| 9  | Eva Rutarová        | C     | 14 settembre 1989 | Köpenicker     |
| 10 | Helena Kojdová      | S     | 12 maggio 1991    | Düdingen       |
| 11 | Veronika Dostálová  | L     | 7 aprile 1992     | Olymp Praha    |
| 12 | Michaela Mlejnková  | S     | 26 luglio 1996    | MTV Stoccarda  |
| 14 | Tereza Matuszková   | S     | 3 dicembre 1982   | Casalmaggiore  |
| 18 | Pavla Vincourová    | P     | 12 novembre 1992  | Budowlani Łódź |
| 19 | Petra Kojdová       | S     | 23 settembre 1993 | Ostrava        |
| 20 | Marie Toufarová     | S     | 19 giugno 1992    | Ostrava        |

### Rep. Dominicana
| N° | Nome                | Ruolo | Data di nascita   | Squadra         |
| -- | ------------------- | ----- | ----------------- | --------------- |
| -  | Marcos Kwiek        | All   | 18 luglio 1967    | Bauru           |
| 1  | Annerys Vargas      | C     | 7 agosto 1981     | Rep. Dominicana |
| 2  | Winifer Fernández   | L     | 6 gennaio 1995    | Mirador         |
| 3  | Lisvel Eve          | C     | 10 settembre 1991 | Mirador         |
| 4  | Marianne Fersola    | C     | 19 gennaio 1992   | Mirador         |
| 6  | Camil Domínguez     | P     | 7 dicembre 1991   | Mirador         |
| 7  | Niverka Marte       | P     | 19 ottobre 1990   | Le Cannet       |
| 12 | Gaila González      | O     | 25 giugno 1997    | Mirador         |
| 16 | Yonkaira Peña       | S     | 10 maggio 1993    | Chemik Police   |
| 17 | Gina Mambrú         | O     | 21 gennaio 1986   | Neruda          |
| 18 | Bethania de la Cruz | S     | 13 maggio 1987    | -               |
| 19 | Ana Binet           | L     | 9 febbraio 1992   | Mirador         |
| 20 | Brayelin Martínez   | S/O   | 11 settembre 1996 | Neruda          |

## Gruppo 3

### Algeria
| N° | Nome               | Ruolo | Data di nascita   | Squadra        |
| -- | ------------------ | ----- | ----------------- | -------------- |
| -  | Mohamed Belacel    | All   | -                 | -              |
| 1  | Chahla Benmokhtar  | C     | 30 dicembre 1997  | Seddouk Béjaïa |
| 5  | Fahima Brahmi      | C     | 2 marzo 1993      | CRR Toudja     |
| 6  | Zahra Guimour      | C     | 22 novembre 1996  | GS Chlef       |
| 7  | Chettout Kahina    | P     | 20 maggio 1992    | GS Pétroliers  |
| 8  | Dallal Achour      | C     | 3 novembre 1994   | GS Chlef       |
| 10 | Safia Imadali      | S     | 15 giugno 1997    | Oefly Volley   |
| 11 | Yasmine Abderrahim | C     | 16 aprile 1999    | ASW Béjaïa     |
| 12 | Safia Boukhima     | S     | 10 gennaio 1991   | GS Pétroliers  |
| 13 | Silya Magnana      | P     | 16 marzo 1991     | MB Béjaïa      |
| 14 | Melissa Kasri      | O     | 13 febbraio 1998  | NC Béjaïa      |
| 16 | Wissem Dali        | L     | 1º settembre 1995 | MB Béjaïa      |
| 19 | Kahina Arbouche    | C     | 4 settembre 1993  | ASW Béjaïa     |

### Australia
| N° | Nome                     | Ruolo | Data di nascita   | Squadra            |
| -- | ------------------------ | ----- | ----------------- | ------------------ |
| -  | Shannon Winzer           | All   | -                 | -                  |
| 1  | Rhiannon Watt            | C     | 8 dicembre 1987   | University Blues   |
| 4  | Sophie Godfrey           | C     | 2 dicembre 1987   | Lugoj              |
| 6  | Alice De Innocentiis     | L     | 4 giugno 1984     | UTTSU Shield       |
| 7  | Shae Sloane              | P     | 1º maggio 1992    | University Blues   |
| 8  | Hannah Martin            | O     | 15 settembre 1990 | University Blues   |
| 9  | Jaimee-Lee Morrow        | S     | 16 novembre 1992  | University Blues   |
| 12 | Caitlin Bettenay         | S     | 3 settembre 1998  | Queensland Pirates |
| 13 | Beth Carey               | C     | 28 settembre 1990 | Adelaide Storm     |
| 14 | Rebecca Reeve            | S     | 24 maggio 1994    | Tulsa              |
| 15 | Danusia Sipa Borgeaud    | S     | 1º marzo 1997     | Blinn College      |
| 18 | Jennifer Sadler          | O     | 18 marzo 1993     | WA Pearls          |
| 20 | Jessica Russell-Croucher | S     | 4 febbraio 1991   | Queensland Pirates |
| 21 | Sophie Paine             | P     | 1º settembre 1992 | Houston            |
| 22 | Eliza Hynes              | S     | 29 gennaio 1992   | University Blues   |

### Colombia
| N° | Nome                  | Ruolo | Data di nascita  | Squadra          |
| -- | --------------------- | ----- | ---------------- | ---------------- |
| -  | Eduardo Guillaume     | All   | -                | -                |
| 2  | Yeisy Soto            | C     | 7 aprile 1996    | Bolívar          |
| 3  | Kenny Moreno          | O     | 6 gennaio 1979   | Cisterna         |
| 4  | Dayana Segovia        | L     | 24 marzo 1996    | Valle del Cauca  |
| 6  | Lorena Zuleta         | C     | 16 gennaio 1981  | Trentino Rosa    |
| 7  | Madelaynne Montaño    | S/O   | 6 gennaio 1983   | Chemik Police    |
| 8  | Mery Mancilla         | P     | 4 maggio 1984    | Santiago de Cali |
| 9  | Juliana Toro          | L     | 29 gennaio 1995  | Antioquia        |
| 13 | Camila Gómez          | L     | 6 luglio 1995    | Valle del Cauca  |
| 15 | María Alejandra Marín | P     | 4 novembre 1995  | Bolívar          |
| 16 | Melissa Rangel        | C     | 16 ottobre 1994  | Bolívar          |
| 17 | Daniela Castro        | C     | 5 giugno 1993    | Bolívar          |
| 19 | Margarita Martínez    | S     | 19 maggio 1995   | Valle del Cauca  |
| 20 | Amanda Coneo          | S     | 20 dicembre 1996 | Filottrano       |

### Cuba
| N° | Nome             | Ruolo | Data di nascita  | Squadra          |
| -- | ---------------- | ----- | ---------------- | ---------------- |
| -  | Roberto García   | All   |                  |                  |
| 1  | Dalila Palma     | P     | 18 novembre 1999 | Cienfuegos       |
| 2  | Regla Gracia     | S     | 28 giugno 1993   | César Vallejo    |
| 3  | Alena Rojas      | C     | 9 agosto 1992    | Ciudad Habana    |
| 4  | Melissa Vargas   | O     | 16 ottobre 1999  | Prostějov        |
| 5  | Yamila Hernández | P     | 8 novembre 1992  | Ciudad Habana    |
| 6  | Daimara Lescay   | C     | 5 settembre 1992 | Deportivo Jaamsa |
| 10 | Emily Borrell    | L     | 19 febbraio 1992 | Villa Clara      |
| 14 | Dayami Sánchez   | S     | 14 marzo 1994    | Ciudad Habana    |
| 17 | Heidy Casanova   | C     | 6 novembre 1998  | Ciudad Habana    |
| 18 | Sulian Matienzo  | S     | 14 dicembre 1994 | Prostějov        |
| 19 | Jennifer Álvarez | P     | 19 novembre 1993 | César Vallejo    |
| 20 | Heidy Rodríguez  | S     | 24 giugno 1993   | Cienfuegos       |

### Croazia
| N° | Nome                  | Ruolo | Data di nascita   | Squadra        |
| -- | --------------------- | ----- | ----------------- | -------------- |
| -  | Miroslav Aksentijević | All   | -                 | -              |
| 1  | Rene Sain             | L     | 23 aprile 1997    | Poreč          |
| 2  | Ana Grbac             | P     | 23 maggio 1988    | Alba-Blaj      |
| 3  | Ema Strunjak          | C     | 24 settembre 1999 | HAOK Mladost   |
| 4  | Iva Jurišić           | C     | 24 marzo 1994     | HAOK Mladost   |
| 6  | Mira Topić            | S     | 2 giugno 1983     | Sarıyer        |
| 8  | Mia Jerkov            | S     | 5 dicembre 1982   | Denso Airybees |
| 9  | Bruna Ana Vranković   | O     | 26 luglio 1998    | Marina Kaštela |
| 11 | Beta Dumančić         | C     | 26 marzo 1991     | Olomouc        |
| 13 | Samanta Fabris        | O     | 8 febbraio 1992   | AGIL           |
| 14 | Karla Klarić          | S     | 5 settembre 1994  | ASPTT Mulhouse |
| 15 | Bernarda Brčić        | P     | 12 maggio 1991    | Neruda         |
| 21 | Lea Cvetnić           | S     | 2 febbraio 1999   | HAOK Mladost   |

### Kazakistan
| N° | Nome                | Ruolo | Data di nascita   | Squadra   |
| -- | ------------------- | ----- | ----------------- | --------- |
| -  | Vyacheslav Shapran  | All   | -                 | -         |
| 1  | Tatyana Fendrikova  | L     | 23 febbraio 1990  | Almatı    |
| 2  | Lyudmila Issayeva   | C     | 26 settembre 1989 | Almatı    |
| 3  | Diana Kavtorina     | L     | 30 dicembre 1992  | Irtyš     |
| 4  | Yekaterina Zhdanova | O     | 28 maggio 1992    | Karaganda |
| 6  | Natalya Akilova     | P     | 31 maggio 1993    | Karaganda |
| 7  | Zarina Sitkazinova  | S     | 20 marzo 1993     | Astana    |
| 9  | Irina Lukomskaya    | P     | 19 marzo 1991     | Altay     |
| 10 | Irina Shenberger    | S     | 20 febbraio 1992  | Astana    |
| 11 | Katerina Tatko      | S     | 15 gennaio 1992   | Žetysu    |
| 12 | Evgeniia Ilina      | O     | 14 agosto 1991    | Altay     |
| 13 | Radmila Beresneva   | S     | 6 giugno 1983     | Irtyš     |
| 14 | Antonina Rubtsova   | C     | 30 dicembre 1984  | Irtyš     |
| 16 | Aliya Batkuldina    | P     | 17 novembre 1995  | Žetysu    |
| 18 | Kristina Anikonova  | C     | 5 gennaio 1991    | Altay     |
| 19 | Lyudmila Anarbayeva | C     | 12 novembre 1983  | Žetysu    |

### Messico
| N° | Nome                     | Ruolo | Data di nascita  | Squadra              |
| -- | ------------------------ | ----- | ---------------- | -------------------- |
| -  | Ricardo Naranjo          | All   | -                | -                    |
| 3  | Claudia Reséndiz         | P     | 21 maggio 1994   | Jalisco              |
| 4  | Kathya García            | S     | 6 marzo 1998     | Chihuahua            |
| 6  | Freda López              | L     | 17 giugno 1988   | Oaxaca               |
| 7  | Bibiana Candelas         | C/O   | 2 dicembre 1983  | Changas de Naranjito |
| 8  | Dulce Carranza           | S     | 29 giugno 1990   | Nuevo León           |
| 9  | Alejandra Segura         | S     | 9 novembre 1993  | Nuevo León           |
| 10 | Lizbeth Sainz            | S     | 14 dicembre 1995 | Baja California      |
| 12 | Fernanda Bañuelos        | S     | 19 marzo 1997    | Baja California      |
| 13 | Mónica Moreno            | C     | 27 aprile 1995   | Nuevo León           |
| 15 | Karen Rivera             | P     | 22 maggio 1999   | Chihuahua            |
| 17 | Karina Flores            | C     | 16 agosto 1998   | Nuevo León           |
| 19 | María Fernanda Rodríguez | S     | 23 giugno 1997   | Nuevo León           |

### Perù
| N° | Nome               | Ruolo | Data di nascita  | Squadra           |
| -- | ------------------ | ----- | ---------------- | ----------------- |
| -  | Mauro Marasciulo   | All   | 21 agosto 1962   | -                 |
| 2  | Mirtha Uribe       | C     | 12 marzo 1985    | Deportivo Jaamsa  |
| 3  | Carla Rueda        | S     | 19 aprile 1990   | Golem             |
| 4  | Alexandra Machado  | C     | 28 febbraio 1995 | Regatas Lima      |
| 5  | Vanessa Palacios   | L     | 3 luglio 1984    | César Vallejo     |
| 6  | Alexandra Muñoz    | P     | 16 agosto 1992   | Deportivo Géminis |
| 7  | Susan Egoavil      | L     | 16 gennaio 1988  | Sporting Cristal  |
| 8  | Maguilaura Frías   | O     | 18 maggio 1997   | San Martín        |
| 9  | Katherine Regalado | O     | 11 marzo 1998    | Alianza Lima      |
| 11 | Clarivett Yllescas | C     | 11 agosto 1993   | César Vallejo     |
| 12 | Ángela Leyva       | S     | 22 novembre 1996 | San Martín        |
| 13 | Shiamara Almeida   | P     | 19 febbraio 1996 | Sporting Cristal  |
| 14 | Andrea Urrutia     | C     | 31 maggio 1997   | San Martín        |
| 15 | Hilary Palma       | L     | 5 gennaio 1997   | Sporting Cristal  |
| 18 | Coraima Gómez      | S     | 9 agosto 1996    | Alianza Lima      |